# 2024–25 AFC Champions League 2
Liga Campionilor AFC 2 (ACL2) 2024–25 va fi ediția inaugurală a Ligii Campionilor AFC 2, noul turneu de fotbal al cluburilor din Asia, organizat de Confederația Asiatică de Fotbal (AFC).  Acesta va cuprinde 32 de echipe.